# ستراهيل بوبوف
ستراهيل بوبوف (بالبلغارية: Страхил Попов)‏ (31 أغسطس 1990 ببلاغويفغراد في بلغاريا - ) هو لاعب كرة قدم بلغاري في مركز الدفاع. شارك مع منتخب بلغاريا تحت 19 سنة لكرة القدم ومنتخب بلغاريا تحت 21 سنة لكرة القدم ومنتخب بلغاريا لكرة القدم. أما مع النوادي، فقد لعب مع نادي قاسم باشا ونادي ليتكس لوفتش وFC Montana ‏ وFC Lokomotiv Mezdra ‏.

## وصلات خارجية
- ستراهيل بوبوف على موقع الاتحاد الدولي (مؤرشف)  (الإنجليزية)
- ستراهيل بوبوف على موقع الاتحاد الأوربي (الإنجليزية)
- ستراهيل بوبوف على موقع اتحاد تركيا (لاعب) (الإنجليزية)
- ستراهيل بوبوف على موقع قاعدة بيانات كرة القدم.إي يو (الإنجليزية)
- ستراهيل بوبوف على موقع ناشيونال فوتبول تيمز (الإنجليزية)
- ستراهيل بوبوف على موقع Soccerway.com (الإنجليزية)
- ستراهيل بوبوف على موقع عالم كرة القدم.نت (الإنجليزية)